# Ranuncle aquàtic
El ranuncle aquàtic (Ranunculus aquatilis) és una espècie de planta de flors pertanyent a la família Ranunculaceae.
És una planta que té les branques sota l'aigua amb fulles dentades flotants. En corrents forts d'aigua no pot créixer. Les flors tenen cinc pètals blancs amb els centres grocs i es troben uns centímetres per sobre de l'aigua, són hermafrodites i s'agrupen en raïms. Les fulles flotants tenen a flotació les flors i creixen al mateix temps. Els fruits són aquenis.